# Jeziorki Małe (Białoruś)
Jeziorki Małe (biał. Малыя Азёркі; ros. Малые Озёрки) – wieś na Białorusi, w obwodzie grodzieńskim, w rejonie mostowskim, w sielsowiecie Kuryłowicze, nad Jeziorem Jeziorańskim.
W dwudziestoleciu międzywojennym leżały w Polsce, w województwie nowogródzkim, w powiecie słonimskim, w gminie Dereczyn.